# Basilius Hauser
Basilius Hauser OSB (* 10. November 1886 in Polling (bei Mühldorf am Inn); † 14. Februar 1950 im Gefangenenlager Oksadok, Provinz Chagang-do, Nordkorea) war ein deutscher römisch-katholischer Ordensmann, Missionar und Märtyrer. 

## Leben
Martin Hauser machte eine Bäckerlehre, wurde aber wegen Misshandlung durch seinen Meister von der Mutter am Abschluss gehindert. Deshalb arbeitete er als Bäckergehilfe. Im Herbst 1910 trat er als Kandidat in das Kloster St. Ottilien der Benediktinerkongregation von St. Ottilien ein und legte am 12. Oktober 1913 unter dem Ordensnamen Basilius die ewige Profess ab. Am 3. Mai 1915 ging er in das Missions-Kloster Seoul in Korea und von dort in das Kloster Tokwon bei Wŏnsan, wo er jeweils als Klosterkoch eingesetzt wurde. Nach der Besetzung des Klosters Tokwon durch die koreanische kommunistische Geheimpolizei am 10. Mai 1949 kam er zusammen mit dem gesamten Konvent in das Gefangenenlager Oksadok südlich Kanggye und starb dort Mitte September.

## Gedenken
Die Römisch-katholische Kirche in Deutschland hat Bruder Basilius Hauser als Märtyrer in das deutsche Martyrologium des 20. Jahrhunderts aufgenommen.